# 飛島村
飛島村（日语：／ Tobishima mura */?）是位於日本愛知縣西部的行政區劃，轄區位於日光川河口右岸，西側以筏川為界，轄內全部區域幾乎都是過去以圍墾取得的土地；北半部為17至19世紀期間取得的土地，因此此區域內多數地方都是低於海拔零公尺，現主要為農業使用。
轄區的東側與名古屋市接鄰，因此南半部為20世紀後為發展名古屋港以填海取得的土地，現屬於名古屋港的飛島碼頭及木場金岡碼頭，為名古屋港港區的一部分，飛島碼頭主要負責處理來自北美、歐洲的貨櫃，此區域內也有捷熱所屬的西名古屋火力發電廠，木場金岡碼頭則是配合臨海輕工業區的馬頭，以木材、鋼材相關以及小型造船業為主。
也由於轄內的名古屋港區為村公所帶來豐沛的稅收，在2018年時飛島村的財政力指數為全日本市町村級行政區劃中最高的2.18，被稱為「日本最富有的村」。
位於村內北部的竹之鄉8丁目地區附近，過去在2015年以前的舊完整地名「愛知縣海部郡飛島村大字飛島新田字竹之鄉餘多連南之割」（愛知県海部郡飛島村大字飛島新田字竹之郷ヨタレ南ノ割）長達25個日文字，曾被認為是全日本名字最長的地名，但由於日本各地地名用法有多種變化，此項紀錄是否正確仍有多種不同說法。

## 人口
村內居住人口雖然長期維持在四千多人，但隨著南部名古屋港碼頭區域的發展，白天自外地到此工作的「日間人口」遠多於村內人口，使得日夜間人口比超過百分之三百。
| 飛島村人口分布圖 |                                               |  |
| 飛島村與日本全國年齡別人口分布比較圖 （2005年資料） | 飛島村的年齡、男女別人口分布圖 （2005年資料） |  |
| ■紫色是飛島村 ■綠色是全国 | ■藍色是男性 ■紅色是女性                       |  |
| 飛島村人口變化 \| 1970年 \| 4,381人 \| \| \| 1975年 \| 4,708人 \| \| \| 1980年 \| 4,709人 \| \| \| 1985年 \| 4,719人 \| \| \| 1990年 \| 4,630人 \| \| \| 1995年 \| 4,732人 \| \| \| 2000年 \| 4,525人 \| \| \| 2005年 \| 4,369人 \| \| \| 2010年 \| 4,525人 \| \| \| 2015年 \| 4,397人 \| \| \| 2020年 \| 4,575人 \| \| |                                               |  |
| 資料來源：日本總務省統計中心提供之人口普查數據 |                                               |  |
| 1970年 | 4,381人                                       |  |
| 1975年 | 4,708人                                       |  |
| 1980年 | 4,709人                                       |  |
| 1985年 | 4,719人                                       |  |
| 1990年 | 4,630人                                       |  |
| 1995年 | 4,732人                                       |  |
| 2000年 | 4,525人                                       |  |
| 2005年 | 4,369人                                       |  |
| 2010年 | 4,525人                                       |  |
| 2015年 | 4,397人                                       |  |
| 2020年 | 4,575人                                       |  |

## 歷史
現在的飛島村全境都是在17世紀後陸續以圍墾或填海方式自伊勢灣取得的土地，最初包括17世紀至19世紀期間由尾張藩同意後，以圍墾取得的大寶新田、飛島新田、政成新田、服岡新田，屬於海西郡；19世紀末明治維新期間實施廢藩置縣後改屬名古屋縣，並在1871年的第一次府縣整併後全數被併入名古屋縣，四個月後名古屋縣即被更名為愛知縣。
1889年日本實施町村制，飛島新田、政成新田、服岡新田的區域被劃設為飛島村，而位於最西端的大寶新田在當時則被劃入寶地村；1906年海西郡內重新劃分行政區劃時，將寶地村的大寶地區劃入飛島村。
過去原本飛島村因地勢低窪，先後受到1944年東南海地震引發的海嘯和1959年超級強烈颱風薇拉帶來的海水倒灌侵襲，除農田受到嚴重損害，也造成居民外流；在1960年時財政力指數低到只有0.22。
1970年代開始，為擴大名古屋港的作業空間，在飛島村東側海域上開始填海產生新的土地，包括金岡、木場、西濱、東濱都被劃入飛島村。這些成為名古屋港一部分的區域中包括了供木材加工、鋼材加工及造船產業使用的工業區，也因此為為飛島村帶來新的財政收入，徹底改變了飛島村的財務狀況；在2017年時，飛島村的財政力指數高達2.15，是全日本財政力指數最高的市町村級行政區劃。
也因為目前充足的財務讓村公所提供了大量的福利政策，在2000年代日本政府推動平成大合併時，愛知縣政府曾規劃讓同樣位於海部郡南部的飛島村與彌富町、蟹江町、十四山村整併，但由於飛島村村民擔心合併後會讓居民福利遭到稀釋，因此經公民投票後確認不參與合併。

## 交通

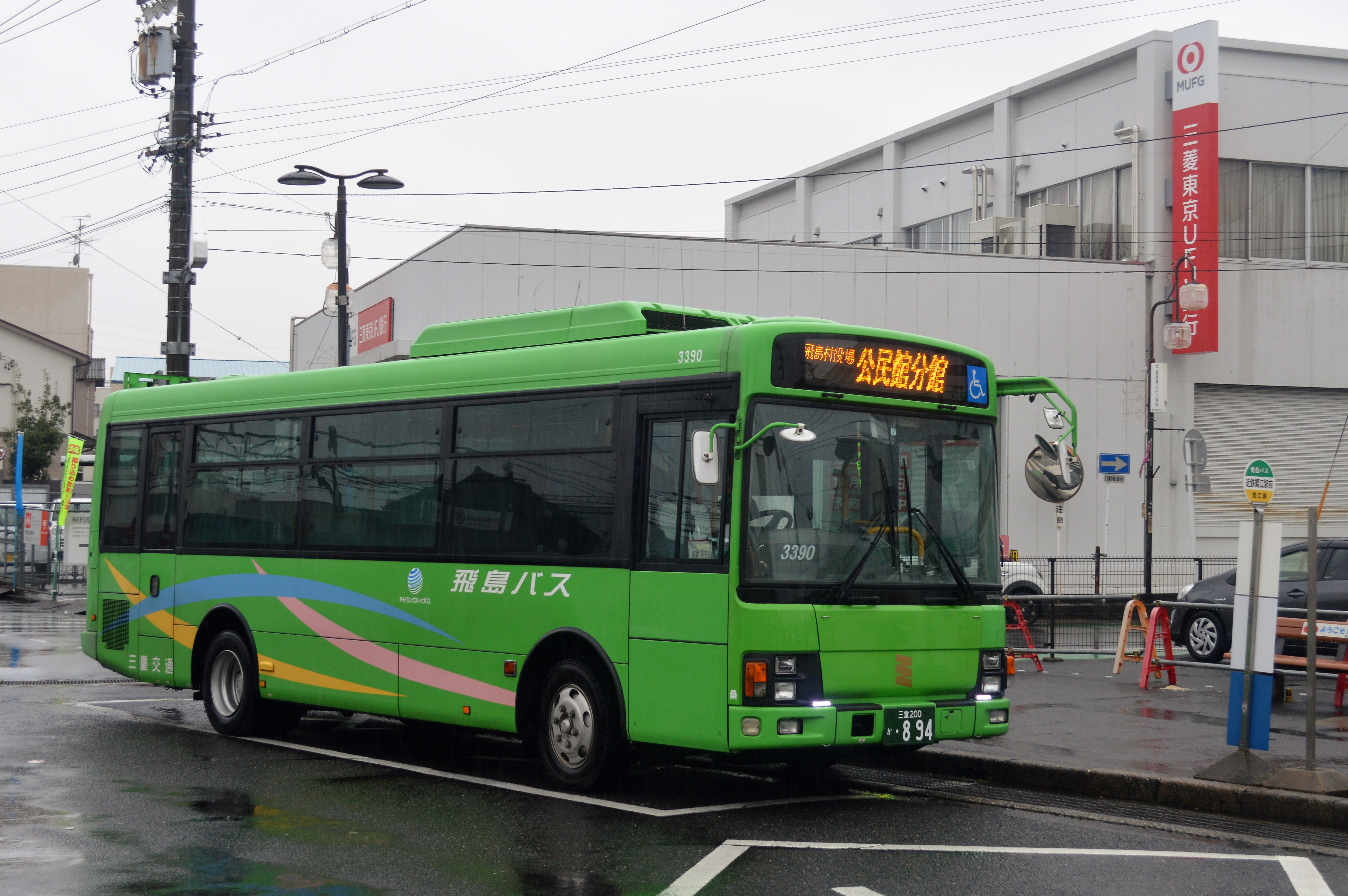
停靠於近鐵蟹江車站的飛島巴士

飛島村內並無鐵路通過，但可經由伊勢灣岸自動車道、名古屋第二環狀自動車道或國道23號直接進入名古屋市。
村內的交通主要仰賴飛島村委託三重交通經營的飛島巴士，開設名港線及蟹江線兩條路線。名港線主要服務村內南部的名古屋港區，可經由伊勢灣岸自動車道駛至位於名古屋市的名古屋港車站；蟹江線則是以服務村內北部為主，並可往北接至位於蟹江町的蟹江車站及近鐵蟹江車站轉乘鐵路。

### 公路
高速公路
- 伊勢灣岸自動車道：（名古屋市） 飛島交流道 / 飛島系統交流道（日语：飛島ジャンクション） - （彌富市）
- 名古屋第二環狀自動車道：（名古屋市） - 飛島北交流道（日语：飛島北インターチェンジ） - 飛島系統交流道

## 教育

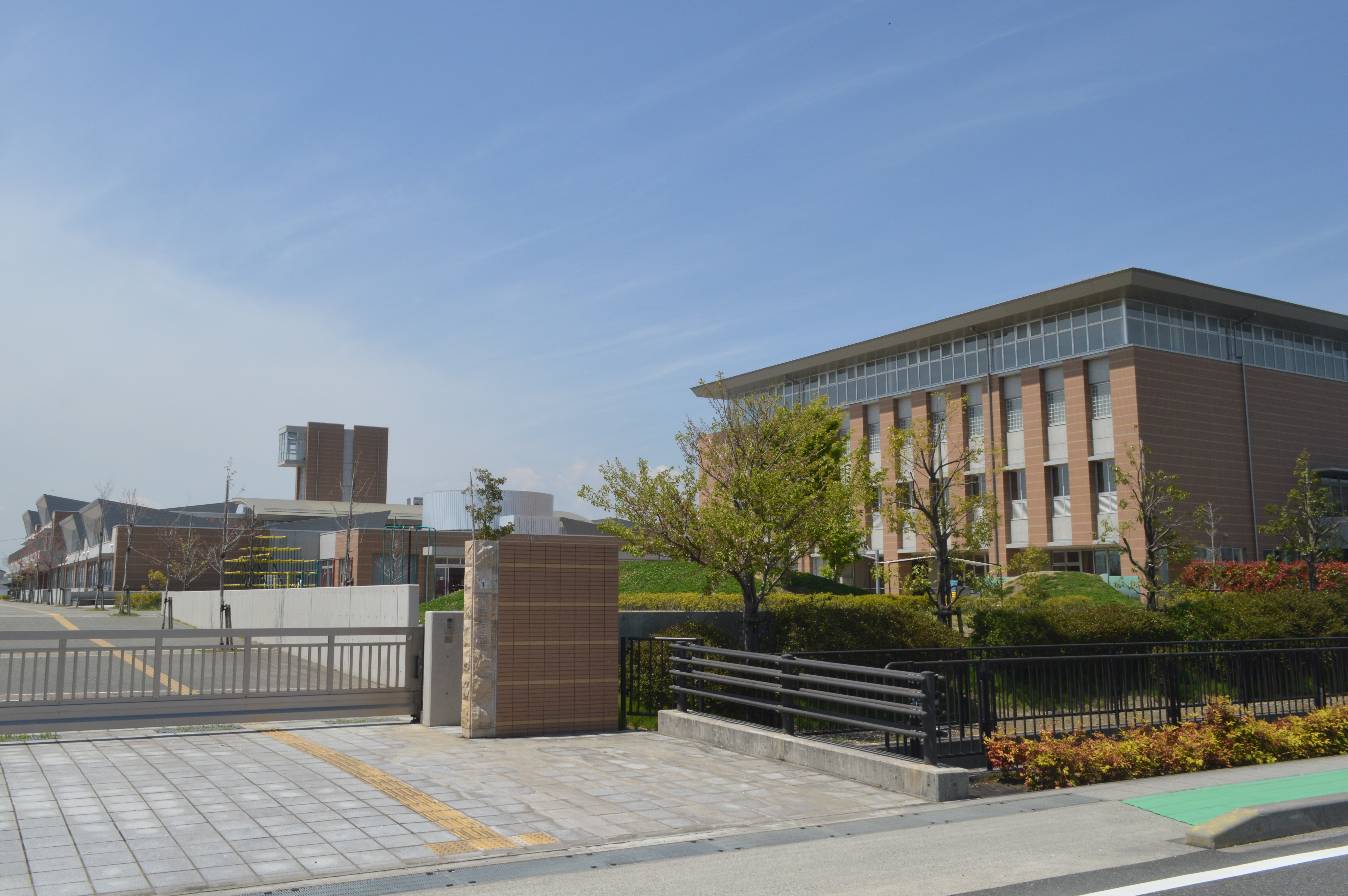
飛島學院校門及校舍

過去村內僅有飛島村立飛島中學校及飛島村立飛島小學校兩所學校，2010年飛島村公所利用重建校舍的機會，將兩所學校整合為飛島村立飛島學園實施九年一貫課程，2020年更直接打破小學及中學的教育架構，將這兩所學校完全整併入飛島村立飛島學園，並在校內實施初等部（1年級～4年級）、中等部（5年級～7年級）、高等部（8年級～9年級）的課程規劃。

## 姊妹、友好城市

### 日本
- 豐根村（愛知縣）
豐根村和飛島村為愛知縣內僅存的兩個村，分別位於愛知縣的最東端和西南端，一個位於山區河川源流，一個位於平原河口；兩地在2016年締結為友好城市。[24]
- 南種子町（鹿兒島縣）
南種子島町有日本的太空發射中心種子島宇宙中心，而飛島村內則有製造航太設備的工廠，兩地因而在2016年締結為友好城市。[24]

### 海外
- 里奥维斯塔（美國加利福尼亞州索拉諾郡）
兩地於2007年締結為姊妹城市。[25]

## 外部連結
- （日語） 飛島村觀光交流協會 （页面存档备份，存于）
- （日語） YouTube上的飛島村頻道